# Kustpricklav
Kustpricklav (Arthonia phaeobaea) är en lavart som först beskrevs av Norman, och fick sitt nu gällande namn av Norman. Kustpricklav ingår i släktet Arthonia och familjen Arthoniaceae.  Arten är reproducerande i Sverige. Inga underarter finns listade i Catalogue of Life.